# Bondi Junction
Bondi Junction ist ein Stadtteil der australischen Metropole Sydney mit 10.361 Einwohnern (Stand 2021) und ist etwa fünf Kilometer östlich der Innenstadt gelegen. Bondi Junction hat einen großen Busbahnhof, von wo aus Busse in die Innenstadt und zu zahlreichen Stränden verkehren. Außerdem ist Bondi Junction Endstation der CityRail-Linie „Eastern Suburbs and Illawarra“.
Bondi Junction hat eine kleine Fußgängerzone mit zahlreichen Läden, Restaurants und Straßencafés. Ebenso gibt es ein neues großes Einkaufszentrum. Bondi Junction ist ein attraktiver Ort für Studenten und junge Sprachtouristen, da es unweit von dem berühmten Bondi Beach entfernt liegt und gute Verbindungsmöglichkeiten in Sydneys Zentrum aufweist. Mehrere internationale Sprachschulen sind in diesem Stadtteil zu finden.
In Bondi Junction befindet sich auch der Verwaltungssitz des Waverley Council, das westliche Ende des Stadtteils liegt jedoch in Woollahra.

## Persönlichkeiten
- Peter Anderson (* 1947), Politiker
- Greg Mortimer (* 1952), australischer Bergsteiger